# Matthieu Dreyer
Matthieu Dreyer (Sochaux, 20 de março de 1989) é um futebolista profissional francês que atua como goleiro.

## Carreira
Matthieu Dreyer começou a carreira no Sochaux.